# Sisyrinchium groenlandicum
Sisyrinchium groenlandicum är en irisväxtart som beskrevs av Tyge Wittrock Böcher. Sisyrinchium groenlandicum ingår i släktet gräsliljor, och familjen irisväxter.
Artens utbredningsområde är Grönland. Inga underarter finns listade i Catalogue of Life.